# Pēteris Ugrjumovs
Pēteris Ugrjumovs, bis 2005 Pjotr Sergejewitsch Ugrjumow (russisch Пётр Сергеевич Угрюмов), auch Pjotr Ugrumov, (* 21. Januar 1961 in Riga, Lettische SSR) ist ein ehemaliger Radrennfahrer. Nacheinander besaß er die sowjetische, die russische sowie die lettische Staatsbürgerschaft.

## Sportlicher Werdegang
1981 wurde Pjotr Sergejewitsch Ugrjumow sowjetischer Meister im Einzelzeitfahren. Von 1983 bis 1985 sowie 1987 und 1988 fuhr er in der sowjetischen Mannschaft die Internationale Friedensfahrt mit. Sein bestes Ergebnis hatte er dabei 1988 als Dritter der Gesamtwertung. 1983 gewann er eine Etappe der Tour de Bretagne, im Jahr darauf den Prolog der Friedensfahrt sowie die Nachwuchsrundfahrt Giro Ciclistico d’Italia. 1983 startete er erstmals bei den UCI-Straßen-Weltmeisterschaften und wurde als 59. im Straßenrennen der Amateure klassiert. 1986 errang er ein weiteres Mal den Titel des sowjetischen Zeitfahrmeisters. Nationale Meistertitel gewann er auch im Straßenrennen (1986) und im Etappenfahren (1984). Im Milk Race 1986 gewann er die Bergwertung. 1987 war er in der Région Pays de la Loire Tour erfolgreich.
1989 wurde Ugrjumow Profi. Bei der Tour de France 1994 wurde er nach dem Ausstieg des Schweizers Tony Rominger der größte Widersacher von Miguel Indurain. Er gewann zwei schwere Bergetappen in den Alpen hintereinander und belegte im Abschlussklassement Rang zwei mit 5:39 Minuten Rückstand auf Induráin. In diesem Jahr fuhr er für das Team Gewiss-Balan, das von dem Mediziner Michele Ferrari betreut wurde. Nachdem sich dieser in einem Interview verharmlosend über Doping mit EPO geäußert hatte, wurde er vom Team umgehend entlassen.
Beim Giro d’Italia 1995 belegte Ugrjumow Rang drei hinter Tony Rominger und seinem Teamkollegen Jewgeni Berzin, wobei sich Ugrjumow und Berzin mehr auf ihre Rivalität untereinander konzentrierten als Rominger anzugreifen. Der Verdacht, dass er in seiner Zeit beim Team Ballan EPO-Doping betrieben hatte, wurde später bestätigt. Seine Proben aus dem Jahr 1995 wiesen einen Hämatokritwert von 60 auf.
1996 wurde er beim Giro d’Italia Vierter, Siebter der Tour de France und startete im Straßenrennen der Olympischen Spiele in Atlanta und belegte Platz 58.

## Name, Herkunft und Staatsbürgerschaft
Der Geburtsname von Pēteris Ugrjumovs lautete Pjotr Sergejewitsch Ugrjumow (russisch Пётр Сергеевич Угрюмов). 1989 zog er nach Italien. 1997 lief sein sowjetischer Pass aus; er beantragte die russische Staatsbürgerschaft. 2005 bekam er die lettische Staatsbürgerschaft und heißt seitdem offiziell Pēteris Ugrjumovs. Offensichtlich behielt er seine russische Staatsangehörigkeit denn er startete für Russland bei den Olympischen Spielen 1996.

## Erfolge (Auswahl)
1981
- Sowjetischer Meister – Einzelzeitfahren

1983
- eine Etappe Tour de Bretagne

1984
- Prolog Friedensfahrt
- Giro Ciclistico d’Italia

1986
- Sowjetischer Meister – Straßenrennen

1993
- eine Etappe Giro d’Italia

1994
- zwei Etappen Tour de France

## Grand-Tour-Platzierungen
| Grand Tour            | 1989 | 1990 | 1991 | 1992 | 1993 | 1994 | 1995 | 1996 | 1997 | 1998 | 1999 |
| --------------------- | ---- | ---- | ---- | ---- | ---- | ---- | ---- | ---- | ---- | ---- | ---- |
| Giro d’ItaliaGiro     | 16   | 8    | –    | 20   | 2    | 24   | 3    | 4    | DNF  | 40   | DNF  |
| Tour de FranceTour    | –    | 45   | –    | –    | –    | 2    | –    | 7    | –    | –    | –    |
| Vuelta a EspañaVuelta | –    | –    | 8    | –    | –    | –    | –    | –    | –    | –    | –    |